# Jože Jarc
Jože "Joško" Jarc, dr. med., spec. spl. krg. je bil izmišljen lik v slovenski različici televizijske nanizanke Naša mala klinika. Lik je ponazarjal specialista kirurgije. Vseh sedem sezon oz. 112 epizod ga je igral Bojan Emeršič.